# Aleiodes periscelis
Aleiodes periscelis är en stekelart som först beskrevs av Henry J. Reinhard 1863.  Aleiodes periscelis ingår i släktet Aleiodes och familjen bracksteklar. Utöver nominatformen finns också underarten A. p. charkowensis.